# Генрих Лицемер
Генрих Лицемер (Генрих Глейснер, Генрих Глихезере; нем. Heinrich der Glichesäre) — немецкий средневековый поэт, музыкант и переводчик второй половины XII века. Жил и работал в Эльзасе (ныне территория Франции). Наиболее известен следующими произведениями:
- В 1180 г. перевёл с французского языка на немецкий народный «Роман о Лисе», что послужило началом его европейской популярности.[источник не указан 5268 дней]

- Написал известное стихотворение «Рейнгард Лисица», публиковавшееся ещё в XIX веке.